# 于斯纳尔斯贝里市镇
于斯纳尔斯贝里市镇（瑞典語：Ljusnarsbergs kommun）是瑞典中部厄勒布鲁省的一个市镇。其治所位于科帕尔贝里。

## 地理
于斯纳尔斯贝里市境内主要是含有矿脉的火山岩，在东部也有花岗岩。在这些往往布满裂缝的岩层上面则覆盖着一层冰碛。在冰碛上生长有针叶林。在谷地里往往有沼泽。在许多地方采矿把过去的森林砍掉了，在市区的东部还有大片森林和许多湖泊。

## 历史
考古已经发现一些石器时代的居民点。今天的市区是17世纪里由于矿业的发展形成的，在18世纪里达到顶峰，当时市内有许多矿井和冶炼厂。1635年当地造了一座教堂，教堂内的牧师说芬兰语。一直到20世纪内矿山依然是当地的主要经济部门，最后一座大矿井是1987年关闭的。
从1960年开始市区内的矿井逐渐被关闭。到1989年为止还有一座开采白钨矿的矿井，但是在当年也被关闭了。

## 经济
所有矿井关闭后市内最大的企业是一座生产纤维产品的工厂，此外市内经济由一座啤酒厂、小企业和公共设施组成。由于矿山及其关闭市内的病例和失业率均很高。